# William Gifford Palgrave
William Gifford Palgrave (født 24. januar 1826 i London, død 4. oktober 1888 i Montevideo) var en engelsk rejsende og diplomatisk agent. Han var søn af Francis Palgrave, bror til Francis Turner, Inglis og Reginald Palgrave.

Palgrave studerede først i Oxford på Trinity College, men forlod det i 1847 for at gå til Indien, hvor han blev officer i det Ostindiske Kompagnis hær. Senere trådte han ind i Jesuiterordenen, opholdt sig i 1853—55 i Rom og derefter først i Syrien (1855—60) og derpå i Arabien (1862—63).
Da Abyssiniens konge satte Cameron og andre englændere i fængsel, sendte den engelske regering i 1865 Palgrave, der var meget vidende om østerlandske forhold, sæder og skikke, til Abyssinien for at udvirke fangernes løsladelse. I 1866 opholdt han sig derefter i Ægypten, gik 1867 til Trapezunt som engelsk konsul, forsatter i 1873 til Sankt Thomas og 1876 til Manila. I 1878 blev han engelsk generalkonsul i Bulgarien, 1880 i Siam og 1885 i Uruguay.
Palgrave er forfatter til forskellige skrifter: Narrative of a Journey through Central and Eastern Arabia 1862—63 (1865), Essays on Eastern questions (1872), Ulysses, Scenes and studies in many lands (1887), Herman Agha, en roman (1872). Efter hans død udkom A vision of life, semblance and reality (1891).